# كأس التشيك 2003–04
كأس التشيك 2003–04 هو موسم من كأس التشيك. أشرف على تنظيمه اتحاد جمهورية التشيك لكرة القدم، وكان عدد الأندية المشاركة فيه 124، وفاز فيه سبارتا براغ.